# Аеровані промивальні рідини
Аеровані промивальні рідини — промивальні рідини, в які введено газовий компонент.
Застосовуються для розкриття пластів з низьким пластовим тиском при проходці зон поглинання, для підвищення якості розкриття продуктивних пластів для попередження кольматації (закупорювання пор) пласта, для збільшення механічної швидкості і проходки на долото, для глушіння та консервації свердловин.
Аеровані розчини готуються або механічним шляхом — насиченням вихідного розчину повітрям, або хімічним шляхом — на основі води та піноутворюючих ПАР. Ці розчини повинні бути стабільними і тривалий час зберігати свої властивості без змін.
При механічній аерації використовується бурове обладнання та компресори з аеруючими пристроями. Як рідку фазу використовують воду, глинистий розчин або іншу рідину.
При хімічній аерації розчини стійкіші, їх в'язкість і статичне на-пруження зсуву легко регулюються. При хімічній аерації в рідину, крім ПАР (сульфонол або сульфонат), вводять реагент-структуроутворювач (каустична або кальцинована сода).
При механічній аерації з допомогою компресорів густину розчину можна знизити до 100 кг/м3, а при хімічній — до 700 кг/м3. При додаванні в аеровану рідину піноутворюючу ПАР (наприклад, оксиетилований поліфенол ОП-10), утворюються дрібні глобули повітря в аерованій рідині і рідина перетворюється у піну. Стабільні піни мають тиксотропні властивості. При використанні пін покращується винисення частинок розбуреної породи, зменшується забруднення продуктивних пластів, знижується необхідна потужність компресорів.
Перевагами буріння із застосуванням аерованих рідин є:
- можливість запобігання та ліквідації різних за інтенсивністю поглинань промивальних рідин внаслідок малої густини і підвищеної в'язкості;
- підвищення показників роботи долота завдяки низькому диференційному тиску на вибій та застосуванню ПАР;
- підвищення якості розкриття продуктивних пластів з коефіцієнтом аномальності менший одиниці.

Недоліки аерованих промивальних рідин:
- ускладнення технологічної схеми бурової установки та збіль-шення її енергоємкості;
- необхідність додаткових робіт з обв'язки і герметизації гирла свердловини;
- підвищення корозійного зносу обладнання та ін.

Перед подачею у бурові насоси, аерована рідина (піна) повинна пройти через дегазатори і звільнитись від повітря.